# FC Vaslui
Clubul Sportiv Sporting Juniorul Vaslui, kortweg Sporting Vaslui, is een Roemeense voetbalclub uit de stad Vaslui. De club speelt in groen-gele shirts. De club werd in 2002 opgericht met de naam FC Vaslui.

## Geschiedenis
In de zomer van 2002 werd de club als Fotbal Club Municipal Vaslui opgericht door Adrian Porumboiu, die de club een indrukwekkend budget gaf voor Liga III. Hiervoor werd Victoria Galați, dat net naar de Liga III gepromoveerd was, overgenomen en naar Vaslui verhuisd. De officiële kleuren werden geel-groen, en hun eerste doel was promotie naar Liga 2. Het doel werd bereikt en de volgende doelstelling van de club was de promotie naar Liga 1. In het seizoen 2003/2004 eindigde de club 2e achter Politehnica Iași en miste zo net de promotie naar Liga I. In het seizoen 2004/2005 werd Vaslui kampioen en promoveerde zo naar de hoogste voetbalklasse. Hun eerste seizoen in Liga 1 eindigde FC Vaslui 14e, de meest opvallende prestatie was een overwinning tegen Dinamo met 2-1, op Stefan cel Mare. Na een zwakke start in het seizoen 2006/2007 besloot de clubleiding coach Gheorghe Mulțescu te ontslaan. Zijn opvolger werd Viorel Hizo. Met de nieuwe coach slaagde Vaslui erin om 8e te worden, maar door de slechte infrastructuur van de club, besloot Viorel Hizo FC Vaslui te verlaten.
In de zomer van 2007 stelde de club Dorinel Munteanu voor als nieuwe trainer. In de eerste match, werd het 2-2 tegen UT Arad, het leek erop dat de geschiedenis met de slechte start zich zou herhalen, maar in de tweede wedstrijd, versloeg Vaslui Dinamo Boekarest met 2-0.
Het doel dat jaar was het bereiken van de UEFA Cup. Vaslui eindigde als 7e en kwalificeerde zich voor de Uefa Intertoto cup.
In het seizoen 2008/2009 eindigde Vaslui als 5e wat recht geeft op een Europa League-ticket. In het seizoen 2011/12 kwam de club uit in de UEFA Champions League nadat de Roemeense voetbalbond FC Timișoara geen licentie gaf. Vaslui werd direct uitgeschakeld door Fenerbahçe SK. Vanwege financiële problemen kreeg de club geen licentie voor de Liga 1 voor het seizoen 2014/15. Vaslui weigerde in de Liga 2 uit te komen en ging failliet. 
Op 21 augustus 2014 werd direct een opvolger opgericht: FC Vaslui 2002. Deze club speelt in de Liga IV.

## In Europa
Uitslagen vanuit gezichtspunt FC Vaslui
| Seizoen | Competitie       | Ronde        | Land                  | Club                   | Totaalscore | 1e W    | 2e W    | PUC |
| ------- | ---------------- | ------------ | --------------------- | ---------------------- | ----------- | ------- | ------- | --- |
| 2008    | Intertoto Cup    | 3R           | Vlag van Azerbeidzjan | Neftçi Bakoe           | 3-2         | 1-2 (U) | 2-0 (T) | 0.0 |
| 2008/09 | UEFA Cup         | 2Q           | Vlag van Letland      | FHK Liepājas Metalurgs | 5-1         | 2-0 (U) | 3-1 (T) | 4.0 |
|         |                  | 1R           | Vlag van Tsjechië     | Slavia Praag           | 1-1 u       | 0-0 (U) | 1-1 (T) | 4.0 |
| 2009/10 | Europa League    | 3Q           | Vlag van Cyprus       | Omonia Nicosia         | 3-1         | 2-0 (T) | 1-1 (U) | 2.5 |
|         |                  | PO           | Vlag van Griekenland  | AEK Athene             | 2-4         | 2-1 (T) | 0-3 (U) | 2.5 |
| 2010/11 | Europa League    | 4Q           | Vlag van Frankrijk    | Lille OSC              | 0-2         | 0-0 (T) | 0-2 (U) | 0.5 |
| 2011/12 | Champions League | 3Q           | Vlag van Nederland    | FC Twente              | 0-2         | 0-2 (U) | 0-0 (T) | 6.5 |
| 2011/12 | Europa League    | PO           | Vlag van Tsjechië     | Sparta Praag           | 2-2 u       | 2-1 (T) | 0-1 (U) | 6.5 |
|         |                  | Groep D      | Vlag van Italië       | SS Lazio               | 2-2         | 2-2 (U) | 0-0 (T) | 6.5 |
|         |                  | Groep D      | Vlag van Zwitserland  | FC Zürich              | 2-4         | 2-2 (T) | 0-2 (U) | 6.5 |
|         |                  | Groep D (3e) | Vlag van Portugal     | Sporting Portugal      | 1-2         | 0-2 (U) | 1-0 (T) | 6.5 |
| 2012/13 | Champions League | 3Q           | Vlag van Turkije      | Fenerbahçe SK          | 2-5         | 1-1 (U) | 1-4 (T) | 1.0 |
| 2012/13 | Europa League    | PO           | Vlag van Italië       | Internazionale         | 2-4         | 0-2 (T) | 2-2 (U) | 1.0 |

Totaal aantal punten voor UEFA-coëfficiënten: 14.5

## Erelijst
- Divizia B: 2005
- Divizia C: 2003
- UEFA Intertoto Cup: 2008 (1 van 11)

## Bekende (oud-)spelers
- Lucian Sânmărtean
- Nicolae Stanciu
- Dušan Kuciak